# Шарапов Віктор Васильович
Віктор Васильович Шарапов (17 березня 1931, місто Москва, тепер Російська Федерація — 5 листопада 2019, місто Москва) — радянський державний діяч, дипломат, помічник генерального секретаря ЦК КПРС, надзвичайний і повноважний посол СРСР у Народній Республіці Болгарії, генерал-майор. Член Центральної Ревізійної комісії КПРС у 1986—1990 роках. Депутат Верховної Ради РРФСР 11-го скликання.

## Життєпис
Народився в родині військового. Батьки походили із селян Тульської губернії. У 1949 році Віктор Шарапов закінчив 150-у середню чоловічу школу міста Москви.
У 1949—1954 роках — студент китайського відділення Московського інституту сходознавства.
У 1954—1959 роках — літературний редактор, співробітник міжнародного відділу редакції газети «Красная звезда».
Член КПРС з 1958 року.
У 1959—1960 роках — редактор журналу «Дружба», що видавався в Пекіні для російськомовних читачів.
У 1960—1961 роках — старший редактор головної редакції програми всесоюзного радіо «Останні вісті».
У 1961—1966 роках — кореспондент, завідувач кореспондентського пункту газети «Правда» в Китайській Народній Республіці. У 1966—1971 роках — власний кореспондент, заступник редактора по відділу соціалістичних країн газети «Правда».
У травні 1971 — травні 1982 року — помічник голови КДБ СРСР Юрія Андропова, консультант Групи консультантів при голові КДБ СРСР.
У травні — листопаді 1982 року — помічник секретаря ЦК КПРС Юрія Андропова з міжнародних питань.
У листопаді 1982 — лютому 1984 року — помічник генерального секретаря ЦК КПРС Юрія Андропова з міжнародних питань.
У лютому 1984 — березні 1985 року — помічник генерального секретаря ЦК КПРС Костянтина Черненка з міжнародних питань.
У березні 1985 — лютому 1988 року — помічник генерального секретаря ЦК КПРС Михайла Горбачова.
26 лютого 1988 — 22 квітня 1992 року — надзвичайний і повноважний посол СРСР (Російської Федерації) в Народній Республіці Болгарії.
З 1992 року — у відставці в місті Москві. У 1992—2019 роках — президент Загальноросійської громадської організації «Союз друзів Болгарії».
Помер 5 листопада 2019 року. Похований в Москві.

## Військові звання
- полковник державної безпеки
- генерал-майор державної безпеки

## Нагороди і звання
- орден Трудового Червоного Прапора
- орден «Знак Пошани»
- орден Дружби народів
- орден Червоної Зірки
- медаль «Китайсько-радянської дружби» (КНР)
- медалі
- надзвичайний і повноважний посол СРСР